# Шайтеровский сельсовет
Шайтеровский сельсовет (бел. Шайтараўскі сельсавет) — административная единица на территории Верхнедвинского района Витебской области Беларуси. Административный центр — агрогородок Шайтерово.

## История
В 2004 году населённые пункты Булавки, Водва, Дадеки, Козулино, Стайки, Прудинки, Филипово переданы в состав Волынецкого сельсовета.
В 2008 году деревня Шайтерово преобразована в агрогородок. 

## Состав
Шайтеровский сельсовет включает 14 населённых пунктов:
- Барсуки — деревня.
- Боборики — деревня.
- Жигули — деревня.
- Казаки — деревня (обр. в 2013 году[4]).
- Лещилово — деревня.
- Михайлово — деревня.
- Нестеры — деревня.
- Ольшаники — деревня.
- Ракусино — деревня.
- Смульково — деревня.
- Тясты — деревня.
- Хрусталево — деревня.
- Шайтерово — агрогородок.
- Юстияново — деревня.